# Alfred Blalock
Alfred Blalock (ur. 5 kwietnia 1899, zm. 15 września 1964 w Baltimore) – amerykański chirurg, zajmujący się głównie kardiochirurgią.

## Życiorys
Był profesorem uniwersytetu Vanderbilt w Nashville w stanie Tennessee. W 1938 został naczelnym chirurgiem uniwersyteckiego szpitala Johnsa Hopkinsa w Baltimore. Zajmował się badaniami nad wstrząsem pourazowym. Alfred Blalock jest jednym z twórców kardiochirurgii. Jako pierwszy dokonał zabiegu zespolenia tętnicy podobojczykowej z tętnicą płucną u pacjenta z tetralogią Fallota (tzw. zespolenie Blalocka-Taussig). Metodę tę odkrył razem ze swoim współpracownikami: technikiem chirurgicznym Vivienem Thomasem oraz kardiologiem Helen Taussig.
W 1954 roku, wraz z Helen Taussig został uhonorowany Nagrodą im. Alberta Laskera w dziedzinie klinicznych badań medycznych.